# Abbaye de Sellières
L’abbaye de Sellières ou Scellières est une ancienne abbaye cistercienne située à Romilly-sur-Seine, dans le département de l'Aube.

## Histoire

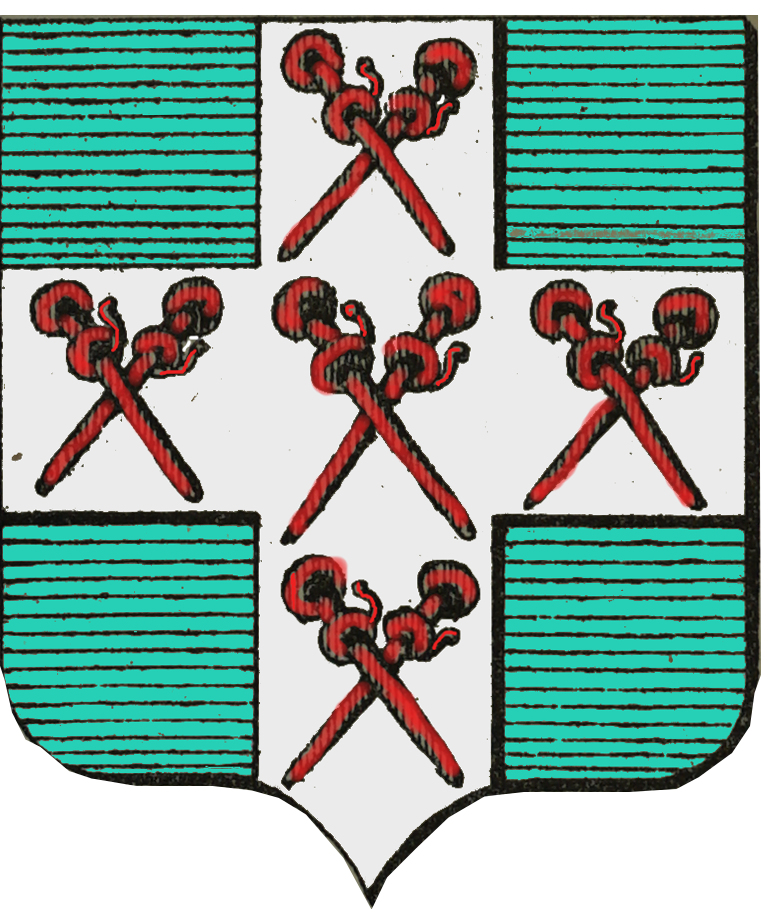
Blason.

Elle fut fondée par Hugues, seigneur de Romilly en 1167. En 1235, l'évêque Nicolas de Brie est venu faire la dédicace de l'église, peut-être après des travaux. Détruite en 1567 pendant les guerres de Religion par les Huguenots, elle fut reconstruite peu de temps après. À la suite d'un éboulement dans le cloitre, les tombes des personnes s'y trouvant furent transférées en l'église paroissiale en 1756.
Elle abrita la sépulture de Voltaire de 1778 à 1791. En effet, en raison de l'opposition des autorités ecclésiastiques à des obsèques religieuses, la mort de Voltaire fut gardée secrète afin de permettre le transport de son corps à Sellières dont son neveu, Vincent Mignot, était abbé commendataire. En 1791, l'abbaye ayant été vendue comme bien national, l'Assemblée constituante, sur demande du ci-devant marquis de Villette, ordonne le transfert au Panthéon des restes, que le département de l’Aube, le club des Jacobins de Troyes et la municipalité de Romilly voulaient se partager.

## L'abbaye

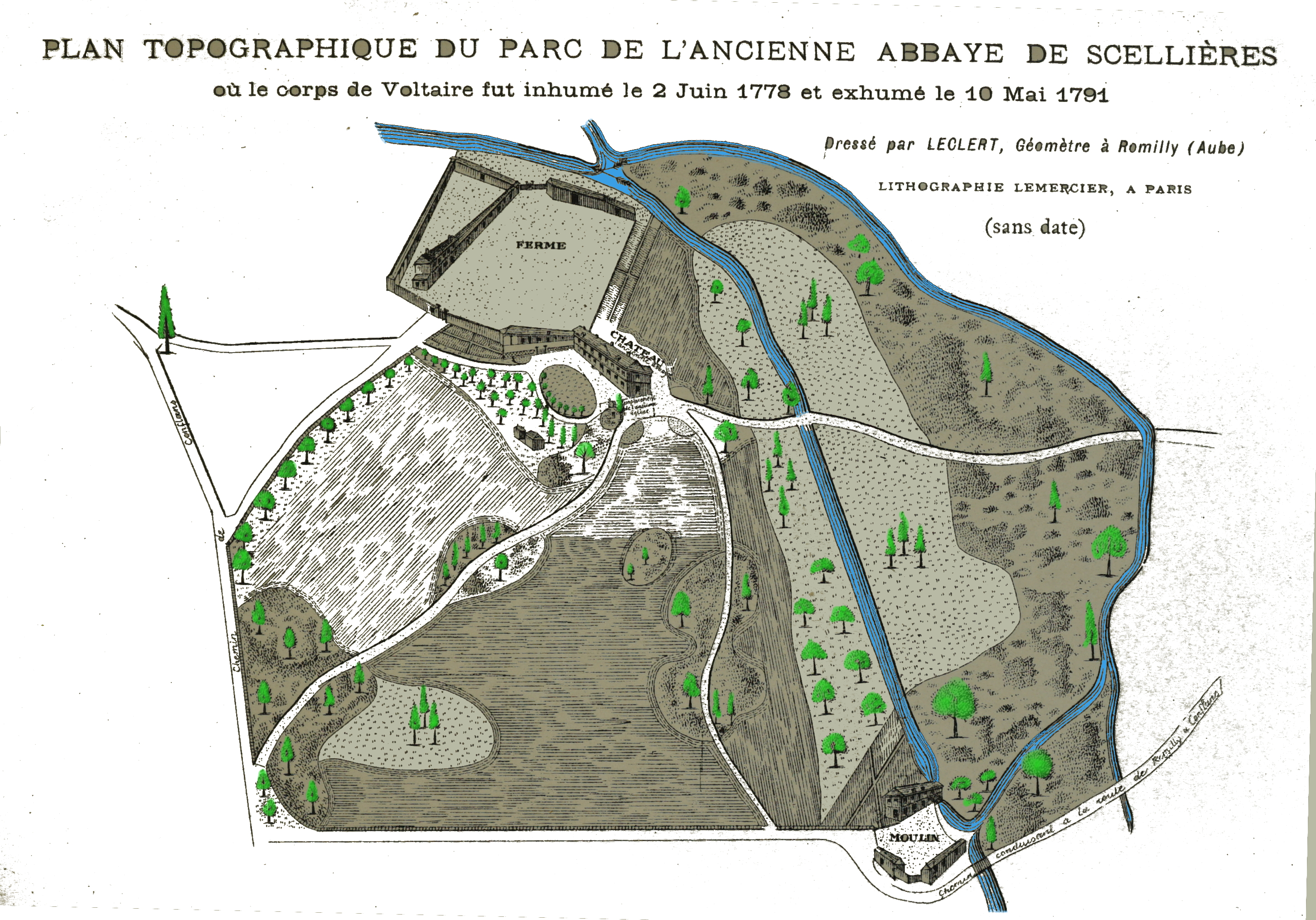
Plan de l'abbaye.

Il n'en reste aujourd'hui principalement que le logis abbatial, construit dans la seconde moitié du XVIIIe siècle. Il a été inscrit à l'inventaire supplémentaire des monuments historiques en 1988.

## Filiation et dépendances
Sellières est fille de l'abbaye de Pontigny.

## Liste des abbés

### Les premiers abbés
- Le premier abbé est Laurent,
- 1186 : Jean,
- vers 1190 : N.
- 1199 : Bernard,
- 1204 : Guillaume,
- vers 1205 : Jean II,
- 1206-1209 : Herbert,
- 1201 : Eude

### Les abbés commendataires
- 1645-1730 : Denis-François Bouthillier de Chavigny,
- 1731-1734 : Louis-François-Gabriel d'Orléans de la Motte,
- 1742-1755 : Marc-René des Ruaux de Rouffiac,
- juin 1755-1791 : Alexandre-Jean Mignot, conseiller clerc au Grand conseil. Neveu de Voltaire, il fit inhumer le corps du philosophe temporairement dans le cimetière de l'abbaye (1778-1791) avant que celui-ci ne fut transporté au Panthéon